# Sophie Bassouls
Sophie Bassouls, née le 9 juin 1936 à Neuilly-sur-Seine (Hauts-de-Seine), est une photographe française qui a notamment dirigé le service photo de L’Express et du Figaro Littéraire et couvert l’actualité littéraire pour l’agence Sygma. Elle a ainsi constitué au fil des années un fonds extrêmement riche de portraits d’écrivains et d’artistes.

## Biographie
Née le 9 juin 1936 à Neuilly-sur-Seine, Sophie Bassouls est la fille de François Daniélou et la nièce du cardinal Jean Daniélou, qui tout deux sont des fils de Charles Daniélou (1878-1953), poète et homme politique et de Madeleine Clamorgan (1880-1956) fondatrice de la  communauté apostolique Saint-François-Xavier.
Après des études d’histoire de l’art, elle s’initie à la photographie et prend en charge successivement en 1957 le service photo de L’Express et en 1963 celui du Figaro Littéraire.
En 1976, elle fonde avec son mari Claude Bassouls, une agence de photojournalisme indépendante, Rush, inspirée de l’agence Magnum, qui a été un tremplin pour plusieurs photographes tels que Patrick Zachmann, Marie-Paule Nègre ou Jean-Eudes Schurr, parmi d’autres.
En 1986, elle rejoint l’agence Sygma comme photographe chargée de toute l’actualité littéraire, jusqu’au rachat de cette agence par Corbis en 2003.
Elle travaille, depuis, en indépendant et collabore régulièrement à la revue d'art Area.
Elle a deux fils, Élie et Julien Bassouls.

## Œuvre

### Photographies
La majeure partie de son œuvre est consacrée aux portraits d’écrivains et d’artistes (plus de 3 000) et témoigne de la richesse de la vie intellectuelle et culturelle française et internationale de ces dernières décennies. Certaines de ces photos (Nabokov, Moravia, Baldwin, Gombrowicz, Soljenitsyne, Barthes, etc.) ont fait le tour du monde.
La particularité de sa démarche est de situer l’écrivain ou l’artiste dans un contexte visuel très spécifique (décor, accessoires, lumière) qui contribue à dévoiler sa personnalité profonde, en relation avec son œuvre. Elle travaille également sur des thèmes plus personnels liés à ses voyages et ses rencontres. Elle recourt aujourd’hui à plusieurs techniques mixtes : montages, découpages, repeints, utilisation de la feuille d’or, comme dans ses deux séries parallèles autour des villes de Paris et Istanbul, ou dans son travail sur le nu masculin.
Dans ses portraits, Sophie Bassouls privilégie toujours les plans moyens pour saisir plus que l'écrivain, l'atmosphère qui se dégage de lui.

### Expositions
Ses photos d’écrivains ont donné lieu à de nombreuses expositions, notamment à Bari (1995), Bologne (1995), Genève (1987), Nancy (1987), Naples (1995 et suivantes), New York (2000), Paris/Les Halles (1996-1997), San Francisco (2000)...
À Paris en 2001, 666 portraits ont été présentés à la Bibliothèque historique de la ville de Paris.
Ses œuvres récentes ont été exposées à la Galerie La Réserve (Sous les arbres à l’ombre du boulevard, 2005), à la Galerie des femmes à Paris (Nus et or, 2008), à Naples (Gialo di Napoli, 2008), ou encore à Istanbul et Ankara (Paris-Istanbul, 2009).

### Publications
- L’écrivain et son portrait, éditions Régine Deforges, 1986,  (ISBN 2-905538-14-7)
- Portraits de la littérature, Pierre-Marcel Favre, 1987,  (ISBN 2-828-90288-9)
- Paris est une ville pleine de lions, texte de Geneviève Dormann, 1991, 124 pages, éditions Albin Michel,  (ISBN 2-226-05383-2)
- Écrivains, 550 photos, 2001, 504 pages, éditions Flammarion,  (ISBN 2-082-00495-3)
- Sous les arbres à l’ombre du Boulevard, Area, 2005